# Genoa (Colorado)
Genoa è un centro abitato (town) degli Stati Uniti d'America della contea di Lincoln nello Stato del Colorado. La popolazione era di 139 persone al censimento del 2010.
Un ufficio postale chiamato Genoa è stato in funzione dal 1903. Prende probabilmente il nome dalla città italiana di Genova (Genoa in inglese).

## Geografia fisica
Genoa è situata a 39°16′35″N 103°29′56″W (39.276479, -103.498850).
Secondo lo United States Census Bureau, ha un'area totale di 0,4 miglia quadrate (1,0 km²).

## Società

### Evoluzione demografica
Secondo il censimento del 2000, c'erano 211 persone.

### Etnie e minoranze straniere
Secondo il censimento del 2000, la composizione etnica della città era formata dall'84,83% di bianchi, il 7,58% di afroamericani, lo 0,47% di nativi americani, il 3,32% di altre razze, e il 3,79% di due o più etnie. Ispanici o latinos di qualunque razza erano il 4,27% della popolazione.